# Ohropax
 (mars 2020).

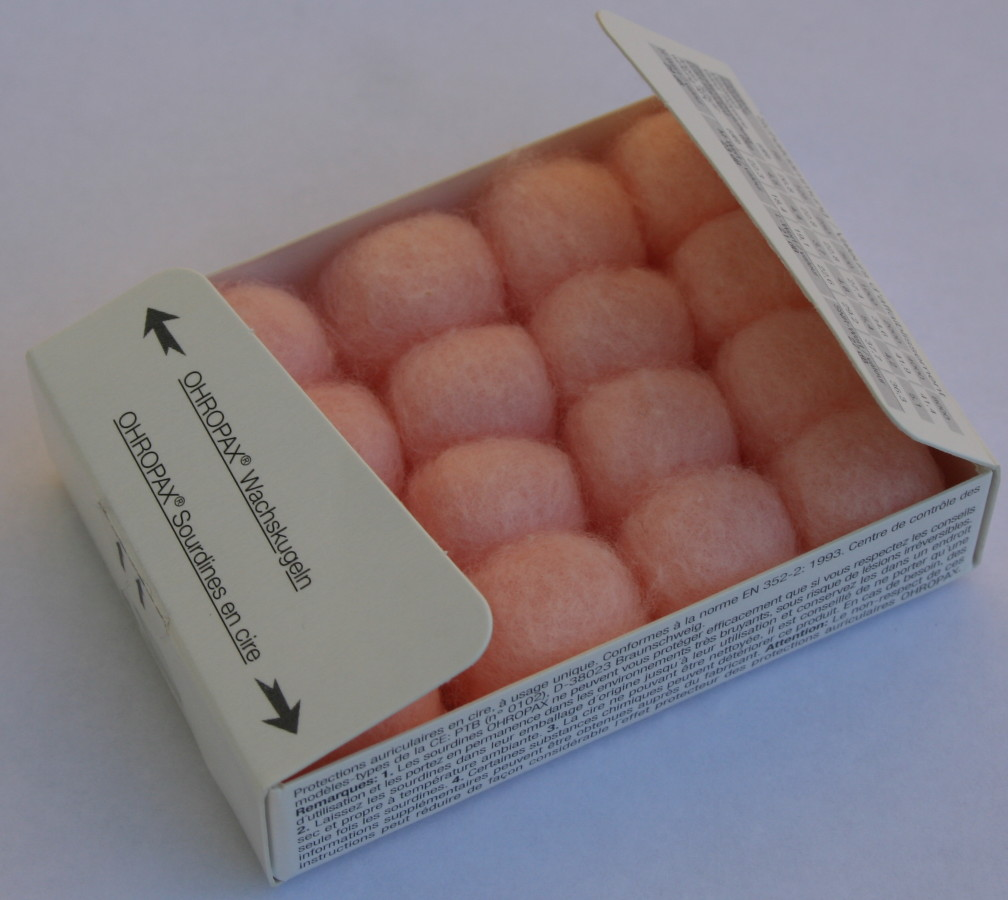
Boules Ohropax dans leur emballage actuel.

Ohropax une entreprise allemande fabriquant des protections auditives. Fondée en 1907 par Maximilian Negwer, l'entreprise vendait à l'origine des boules en cire avant de développer des produits similaires utilisant d'autres matières.
Ohropax a été créé à Berlin puis le siège a été déplacé à Potsdam en 1924. Après la seconde guerre mondiale, l'entreprise s'installe à Francfort-sur-le-Main puis, en 1958 à Bad Homburg et finalement, en 1991, à Wertheim, son siège actuel.
En allemand, « Ohropax » est devenu le nom générique des protections auditives en cire.